# 李荆璞
李荆璞（1908年1月19日—2000年11月3日）是一位中国人民解放军将领、中国人民解放军开国少将。

## 生平
1908年生于黑龙江省宁安县（今宁安市），1931年，九一八事变后，东北各地出现各路义勇军。李荆璞即是在此背景下，参加抗日活动，号“平南洋”，1933年5月（或说1935年）加入中国共产党。他于1934年间进入宁安工农义勇队，后来队中的胡德贵叛变，队长于洪仁被杀。李荆璞等十一名党团员被抓获，但在押送时逃脱，并被姜健收纳，带去找周保中:292。后任东北抗日联军第五军第一师师长。
1945年8月16日，苏联红军遠東第1方面軍攻占牡丹江市。10月13日，李荆璞、譚文邦、張靜之等人抵达牡丹江市，同金光侠等人召开秘密会议，研究接管市政府事宜。10月14日，李荆璞在苏联红军支持下武装接管地方政权，成立牡丹江市政府，担任市长。同时，组建牡丹江地区司令部，李荆璞任司令员，政委金光侠。事后知晓，李荆濮预先安排人员刻制印章，仿制國民政府委任状，使得国民政府委派人员无法接管牡丹江市。
1952年，任热河省军区司令员，1956年任沈阳军区第一文校校长。1955年，授予中国人民解放军少将。1962年后，国防部第七研究院副院长等职。